# Raymond-Joseph Loenertz
Raymond-Joseph Loenertz OP (auch Raimund-Josef, * 10. Juni 1900 in Luxemburg; † 31. August 1976 in Paris) war ein Luxemburger Dominikaner und Historiker (Byzantinist).
Joseph Loenertz trat 1921 in den Dominikaner-Orden ein (Ordensname Raymond Loenertz), legte 1922 die einfache Profess ab, 1925 die ewige Profess und wurde 1926 zum Priester geweiht. Er arbeitete von 1930 bis 1970 als Mitarbeiter des Historischen Instituts des Dominikaner-Ordens beim Generalat des Ordens bei Santa Sabina in Rom und beschäftigte sich mit der Ordensgeschichte.
Auf byzantinistischem Gebiet edierte er die Briefe der byzantinischen Theologen Demetrios Kydones und Manuel Kalekas. Er arbeitete mit dem Benediktiner Johannes Maria Hoeck im Kloster Ettal und im Kloster Scheyern zusammen und wirkte an zwei Bänden der elf Bände der Studia Patristica et Byzantina mit, die dort zwischen 1953 und 1965 unter der Leitung von Franz Dölger und Josef Maria Hoeck entstanden. An der Edition des Prokopios von Gaza war auch Antonio Garzya beteiligt. Mit Hoeck publizierte er eine Studie zu Nikolaos von Otranto. Er publizierte rege zu den Beziehungen zwischen Byzantinern und „Franken“ in Griechenland. Mit Peter Schreiner erarbeitete er eine Geschichte der Ghisi, einer venezianischen Dynastie.

## Schriften (Auswahl)
Ein Schriftenverzeichnis für die Jahre von 1932 bis 1970 findet sich in: Byzantina et Franco-Graeca. Articles parus de 1935 à 1966. Réédités avec la collaboration de Peter Schreiner. Edizioni di Storia e Letteratura, Rom 1970, S. XIX–XXIX.
- La Société des Frères Pérégrinants. Étude sur l’Orient dominicain I. Istituto storico domenicano S. Sabina, Rom 1937.
- Les recueils de lettres de Démétrius Cydonès. Biblioteca Apostolica Vaticana, Città del Vaticano 1947. – Rez. von Vincent Laurent, Revue des études byzantines 6, 1948, S. 126–128 (Digitalisat).
- The Apocalypse of Saint John. Authorized translation by Hilary J. Carpenter. Sheed & Ward, London 1948.
- Le Panégyrique de S. Denys l’Aréopagite par S. Michel le Syncelle. In: Analecta Bollandiana 68, 1950, S. 94–107.
- Correspondance de Manuel Calecas (= Studi e testi Band 152). Biblioteca Apostolica Vaticana, Città del Vaticano 1952.
- Demetrius Cydones, Correspondance. Band 1 (= Studi et testi Band 186). Biblioteca Apostolica Vaticana, Città del Vaticano 1956. Band 2 (=Studi e testi Band 208). Biblioteca Apostolica Vaticana, Città del Vaticano 1960.
- Athènes et Néopatras. Regestes et documents pour servir à l’histoire eccléstiastique des duchés catalans. In: Archivum Fratrum Praedicatorum 28, 1958, S. 5–91.
- mit Antonio Garzya (Hrsg.): Procopii Gazaei Epistolae et Declamationes (=Studia Patristica et Byzantina Band 9). Buch-Kunstverlag, Ettal 1963.
- mit Johannes Maria Hoeck: Nikolaos-Nektarios von Otranto, Abt von Casole. Beiträge zur Geschichte der ost-westlichen Beziehungen unter Innozenz III. und Friedrich II. (= Studia patristica et Byzantina Band 11). Buch-Kunstverlag, Ettal 1965.
- Byzantina et Franco-Graeca. Articles parus de 1935 à 1966. Réédités avec la collaboration de Peter Schreiner. Edizioni di Storia e Letteratura, Rom 1970 (Leseprobe Google Books).
- Les Ghisi. Dynastes venitiens dans l’Archipel, 1207–1390. Ouvrage publié avec l’aide de Peter Schreiner (= Civilta veneziana. Studi Band 26). Leo S. Olschki, Florenz 1975.
- La Société des frères pérégrinants de 1374 à 1475. Étude sur l’Orient dominicain II. In: Archivum fratrum praedicatorum 45, 1975, S. 107–145.
- Byzantina et Franco-Graeca. Series altera. Articles choisis parus de 1936 a 1969. Républiés avec la collaboration de Pierre Marie De Contenson, Enrica Follieri et Peter Schreiner. Edizioni di storia e letteratura, Rom 1978.